# Orduña de Abajo
Orduña de Abajo är en ort i Mexiko.   Den ligger i kommunen Comonfort och delstaten Guanajuato, i den centrala delen av landet, 230 km nordväst om huvudstaden Mexico City. Orduña de Abajo ligger 1 803 meter över havet och antalet invånare är 1 538.
Terrängen runt Orduña de Abajo är huvudsakligen kuperad, men söderut är den platt. Runt Orduña de Abajo är det ganska tätbefolkat, med 134 invånare per kvadratkilometer. Närmaste större samhälle är San Miguel de Allende, 17,9 km norr om Orduña de Abajo. I omgivningarna runt Orduña de Abajo växer huvudsakligen savannskog.